# Liste der Kulturdenkmäler in Walle
In der Liste der Kulturdenkmäler in Walle sind alle Kulturdenkmäler des Bremer Stadtteils Walle aufgelistet.
Grundlage ist die vom Landesamt für Denkmalpflege Bremen (LfD) veröffentlichte Landesdenkmalliste. Die amtlichen Daten wurden direkt aus einem Export der Denkmaldatenbank beim LfD 
mit dem Stand von März 2025 übernommen.

## Hinweise
Weitere Erläuterungen zum Aufbau dieser Liste und zu ihrem Inhalt bietet die Seite Inhalte der Tabellen.
Die anklickbare Karte rechts leitet zu den Listen der anderen Stadtteile. Auf der Übersichtsseite befindet sich eine größere Karte.
Wichtig für Autoren:  Links zu Artikeln oder Architekten sowie Bilder oder Koordinaten der Objekte auch/nur in die Ergänzungsliste eintragen, da die Tabelle mittels Datentechnik erstellt wird. Änderungen in der Tabelle von Hand werden sonst beim nächsten Update überschrieben.
|  | Mit dem Bremer Express-Upload können Bilder mit automatischer Zuordnung zu den Objekten auf Commons hochgeladen werden. Bitte dazu auf das Kamera-Symbol in der jeweiligen Tabellenzeile klicken. Eine Kurzinformation bietet diese Projektseite. |

## Denkmalliste Walle
| Objekt                                                                                              | Typ                                         | Baujahr                        | Architekt/Künstler                                                                           | Adresse                                                                         | Koordinaten Wikidata | Art? | Objekt-Nr.? | Bild |
| --------------------------------------------------------------------------------------------------- | ------------------------------------------- | ------------------------------ | -------------------------------------------------------------------------------------------- | ------------------------------------------------------------------------------- | -------------------- | ---- | ----------- | ---- |
| Kindertagesheim im Waller Park                                                                      | Kindertagesstätte                           | 1950                           | Krajewski, Hans Ewel, Maria Menges-Rosenthal, Annemarie                                      | Ackerstraße 1A                                                                  | Lage Q133271602      | ED   | 2786        |      |
| Speicher XI                                                                                         | Speicher                                    | 1910–1912 1947–1949 2000–2004  | Bücking, Hermann Suling, Eduard Schomers, Manfred / Schürmann, Rainer                        | Am Speicher XI 1, 2, 3, 4, 5, 6, 7, 8 Eduard-Suling-Straße                      | Lage Q2308565        | ED   | 0324        |      |
| Elisabethschule                                                                                     | Schule, Freischule                          | 1895–1896                      | Flügel, Heinrich                                                                             | Elisabethstraße 135 Hoffnungstraße                                              | Lage Q44952686       | ED   | 0325        |      |
| Volkshaus                                                                                           | Gewerkschaftshaus, Vereinshaus              | 1926–1928                      | Jansen, Richard Heuß, Gustav Hoetger, Bernhard Bloß, Franz Ohlert, F. Lohrengel, Manfred     | Hans-Böckler-Straße 9 Auf dem Kamp 6, 8, 10                                     | Lage Q2531965        | ED   | 0482        |      |
| Volksschule, Doppelschule, Versuchsschule, Schulzentrum an der Helgolander Straße                   | Schule                                      | 1913–1916                      | Knop, Wilhelm Oehring, Karl August Arnold, Christian                                         | Helgolander Straße 67, 69 Vegesacker Straße 109                                 | Lage Q45095827       | ED   | 0484        |      |
| Waller Kirche                                                                                       | Kirche, Kirche ev.                          | 1658, 1952–1956                | Schulte-Frohlinde, Julius                                                                    | Lange Reihe 77                                                                  | Lage Q14551652       | ED   | 0837        |      |
| Lyzeum Lange Reihe                                                                                  | Schule, Lyzeum                              | 1927–1928                      | Ohnesorge, Hans Oehring, Karl August Windrath, Johannes Ernst Lange, Heinz Wachold, Ernst v. | Lange Reihe 81                                                                  | Lage Q2250969        | ED   | 0838        |      |
| Molenhaus und Molenabschnitt, Mäuseturm                                                             | Leuchtturm                                  | 1926                           |                                                                                              | Überseepromenade                                                                | Lage Q41483310       | GA   | 0929        |      |
| Molenhaus                                                                                           | Leuchtturm                                  | 1926                           |                                                                                              | Überseepromenade                                                                | Lage Q1679282        | ED   | 1168        |      |
| Volksschule am Holzhafen                                                                            | Schule, Volksschule                         | 1909–1910                      | Knop, Wilhelm Fritsche, Max                                                                  | Nordstraße 349                                                                  | Lage Q45286308       | ED   | 0938        |      |
| Gemeindeschule Walle                                                                                | Schule, Gemeindeschule                      | 1858                           | Bellstedt, Johann                                                                            | Ritter-Raschen-Straße 43, 45                                                    | Lage Q45319791       | ED   | 1039        |      |
| Freischule, Schulzentrum Walle                                                                      | Schule                                      | 1899–1901                      | Beermann, Ludwig                                                                             | Schleswiger Straße 4 Theodorstraße 26                                           | Lage Q45264395       | ED   | 1105        |      |
| Unentgeltliche Volksschule am Pulverberg, Volksschule, Grundschule Pulverberg, Schule am Pulverberg | Schule, Freischule                          | 1910–1911                      | Knop, Wilhelm Oehring, Karl August                                                           | Schleswiger Straße 10 Theodorstraße 18                                          | Lage Q45190717       | ED   | 1106        |      |
| Volksschule, Allgemeine Berufsschule                                                                | Schule, Volksschule                         | 1903–1905                      | Weber, Hugo                                                                                  | Steffensweg 171 Bremerhavener Straße                                            | Lage Q45349783       | ED   | 1170        |      |
| Schulzentrum Waller Ring                                                                            | Schule, Realschule                          | 1912–1913                      | Ohnesorge, Hans Weber, Hugo Wachold, Ernst v. Gangloff, Rudolf                               | Steffensweg 210 Bremerhavener Straße 83                                         | Lage Q2251802        | ED   | 1171        |      |
| Postamt 15                                                                                          | Postamt                                     | 1929–1931                      | Martini, Karl                                                                                | Utbremer Straße 97, 98, 99                                                      | Lage Q45737937       | ED   | 1183        |      |
| Hilfsschule, Sonderschule                                                                           | Schule                                      | 1911                           | Knop, Wilhelm Oehring, Karl August                                                           | Vegesacker Straße 84                                                            | Lage Q45465763       | ED   | 1185        |      |
| Jugendheim Walle                                                                                    | Jugendheim                                  | 1952                           | Krajewski, Hans Heinrich, Kurt Schilling, Hans-Albrecht                                      | Waller Heerstraße 229                                                           | Lage Q45833399       | ED   | 1195        |      |
| Mausoleum Knoop auf dem Waller Friedhof                                                             | Mausoleum                                   | 1878–1880                      | Runge, Gustav Kropp, Diedrich                                                                | Im Freien Meer 32                                                               | Lage Q45996574       | ED   | 1695        |      |
| Speicher I                                                                                          | Speicher, Hafenspeicher                     | 1948–1950                      | Säume, Max / Hafemann, Günther                                                               | Konsul-Smidt-Straße 8b, 8c, 8d, 8e, 8f, 8h, 8i, 8j                              | Lage Q18027977       | ED   | 1739        |      |
| Getreideverkehrsanlage                                                                              | Speicher, Verwaltungsgebäude, Maschinenhaus | 1912–1916, 1926–1929 1947–1950 | Säume, Max / Hafemann, Günther                                                               | Getreidestraße o.Nr.                                                            | Lage Q2700061        | DG   | 1748        |      |
| Getreideverkehrsanlage, Silo I                                                                      | Speicher                                    | 1912–1916 1947–1950            | Säume, Max / Hafemann, Günther                                                               | Getreidestraße 24                                                               | Lage Q45996671       | ED   | 1749        |      |
| Getreideverkehrsanlage, Silo II                                                                     | Speicher                                    | 1926–1929                      |                                                                                              | Getreidestraße 24                                                               | Lage Q45996722       | ED   | 1750        |      |
| Getreideverkehrsanlage, Verwaltungsgebäude                                                          | Verwaltungsgebäude                          | 1912–1916                      |                                                                                              | Getreidestraße 24                                                               | Lage Q45996796       | ED   | 1751        |      |
| Getreideverkehrsanlage, Pier A                                                                      | Pier, Elevator                              | 1947–1950                      | Säume, Max / Hafemann, Günther                                                               | Getreidestraße 24                                                               | Lage Q45997010       | BT   | 1752        |      |
| Getreideverkehrsanlage, Maschinenhaus II                                                            | Maschinenhaus                               | 1912–1916                      |                                                                                              | Getreidestraße 24                                                               | Lage Q45997079       | BT   | 1753        |      |
| Schuppen 2                                                                                          | Schuppen                                    | 1951–1952                      | Jung                                                                                         | Hoerneckestraße 5, 7, 9, 11, 13, 15, 17, 19, 21, 23, 25, 27, 29, 31, 33, 35, 37 | Lage Q44608126       | ED   | 1757        |      |
| Dienstgebäude der Schutzpolizei, Kommando „Gruppe Hafen“                                            | Polizeiunterkunft                           | 1923–1925                      | Ohnesorge, Hans Oehring, Karl August Müller, Heinrich                                        | Hafenstraße 51, 53 Überseetor 20                                                | Lage Q44731236       | ED   | 1761        |      |
| Schuppen 1                                                                                          | Schuppen, Hafenspeicher                     | 1959                           | Jung, Helmut                                                                                 | Konsul-Smidt-Straße 10, 10A, 12, 14, 14C, 16, 18, 20, 22, 24, 26                | Lage Q45997221       | ED   | 1773        |      |
| Kaffee Hag                                                                                          | Fabrik                                      | 1906–1907                      | Wagner, Hugo Hildebrand / Günthel                                                            | Hagstraße 3 Cuxhavener Straße 28 Fabrikenufer 115                               | Lage Q47068296       | DG   | 1776        |      |
| Kaffee Hag                                                                                          | Saal                                        | 1914                           | Hildebrand / Günthel                                                                         | Hagstraße 3 Fabrikenufer                                                        | Lage Q44413335       | ED   | 0470        |      |
| Kaffee Hag, Kaffee-HAG-Werk I                                                                       | Fabrik                                      | 1906–1907                      | Wagner, Hugo Hildebrand / Günthel                                                            | Hagstraße 3 Fabrikenufer 115 Cuxhavener Straße                                  | Lage Q45997295       | BT   | 1777        |      |
| Ölmühle Groß-Gerau-Bremen, Kaffee Hag, Kaffee-HAG-Werk II                                           | Fabrik                                      |                                | Hildebrand / Günthel                                                                         | Cuxhavener Straße 28 Fabrikenufer 111, 113 Hagstraße                            | Lage Q44791154       | BT   | 1778        |      |
| Reidemeister und Ulrichs                                                                            | Verwaltungsgebäude, Hafenspeicher           | 1951, 1962                     | Wortmann, Wilhelm / Schott, Erik                                                             | Auf der Muggenburg 9 An der Reeperbahn 6                                        | Lage Q44500893       | ED   | 1990        |      |
| Kaisenhaus Kopmann, Kaisenhausmuseum                                                                |                                             | 1957 1963                      |                                                                                              | Behrensweg 5a                                                                   | Lage Q123294338      | ED   | 2676        |      |
| Wohnwirtschaftsgebäude Glücksburger Straße 47                                                       | Wohnwirtschaftsgebäude                      | 1836 1912 1933 1992            | Philippi, Heinrich Schwarting, Wilhelm                                                       | Glücksburger Straße 47                                                          | Lage Q123975184      | ED   | 2691        |      |
| Union-Brauerei                                                                                      | Brauerei                                    | 1907–1908                      | Neukirch, Fr. Behrens, Heinrich Tonne, W.                                                    | Theodorstraße 12, 13, 13A Holsteiner Straße                                     | Lage Q19310587       | GA   | 3421        |      |
| Union-Brauerei, Sudhaus, Maschinen- und Kesselhaus sowie Kellerei                                   | Brauerei                                    | 1907–1908                      | Neukirch, Fr. Behrens, Heinrich Tonne, W.                                                    | Theodorstraße 12, 13                                                            | Lage Q45997409       | ED   | 3953        |      |
| Union-Brauerei, Remise                                                                              | Stall, Remise                               | 1907–1908                      | Neukirch, Fr. Behrens, Heinrich                                                              | Holsteiner Straße                                                               | Lage Q45997450       | BT   | 3954        |      |
| Tabakbörse                                                                                          | Kontorhaus                                  | 1960–1961                      | Schott, Erik                                                                                 | Speicherhof 1                                                                   | Lage Q44852587       | ED   | 3478        |      |
| Elisabethstraße 17                                                                                  |                                             | 1898 1934 1958                 | Rippe, Johannes Blendermann, Otto Schröck, Carsten                                           | Elisabethstraße 17, 18, 19, 22, 23 Dessauerstraße 6                             | Lage Q120069186      | DG   | 3753        |      |
| Gemeindehaus Elisabethstraße 17                                                                     | Gemeindehaus                                | 1961                           | Schröck, Carsten                                                                             | Elisabethstraße 17, 18 Dessauerstraße 6                                         | Lage Q120069195      | ED   | 6082        |      |
| Kapelle Elisabethstraße 22                                                                          | Kapelle                                     | 1908                           | Rippe, Johannes                                                                              | Elisabethstraße 22, 23 Dessauerstraße                                           | Lage Q14906482       | ED   | 6084        |      |
| Pfarrhaus Elisabethstraße 19 Dessauerstraße                                                         | Pfarrhaus                                   | 1898                           | Rippe, Johannes                                                                              | Elisabethstraße 19 Dessauerstraße                                               | Lage Q120069213      | BT   | 6083        |      |
| Feuerwache und Zollamt                                                                              | Feuerwache, Zollamt                         | 1904–1906                      | Beermann, Ludwig                                                                             | Waller Stieg 1, 3, 5 Fabrikenufer 2                                             | Lage Q62055451       | ED   | 5112        |      |
| Zollamt Bremen-Überseehafen                                                                         | Verwaltungsgebäude, Zollamt                 | 1961–1964                      | Bornemann, Willi Welp, August                                                                | Hansator 1                                                                      | Lage Q41483476       | DG   | 5151        |      |
| Zollamt Bremen-Überseehafen, Verwaltungsgebäude                                                     | Verwaltungsgebäude, Zollamt                 | 1961–1964                      | Bornemann, Willi                                                                             | Hansator 1                                                                      | Lage Q45998113       | ED   | 5152        |      |
| Zollamt Bremen-Überseehafen, Kleingüterabfertigung                                                  | Zollamt                                     | 1961–1964                      | Bornemann, Willi                                                                             | Hansator 1                                                                      | Lage Q45998279       | BT   | 5153        |      |
| Zollamt Bremen-Überseehafen, Zollzaun                                                               |                                             |                                |                                                                                              | Hansator 1                                                                      | Lage Q111685241      | BT   | 5442        |      |
| Friedhofskapelle mit Krematorium und Urnenhalle auf dem Waller Friedhof                             | Friedhofskapelle, Krematorium               | 1957                           | Bartning, Otto Dörzbach, Otto Welp, August                                                   | Im Freien Meer 32                                                               | Lage Q131456494      | ED   | 7865        |      |

Anzahl der Objekte in Walle (Bremen): 50, davon mit Bild: 35 (70 %).